# Shadya Yasin
Shadya Yasin (tiếng Somalia: Shaadiyya Yaasiin; tiếng Ả Rập: شادية ياسين) là một nhà hoạt động xã hội, nhà thơ và giáo viên người Somalia.

## Cuộc sống cá nhân
Yasin được sinh ra vào khoảng năm 1984 tại Somalia. Sau đó sống một thời gian ở Tanzania và Kenya, cô di cư đến Canada vào năm 1998 khi còn ở tuổi thiếu niên.
Đối với giáo dục sau trung học của mình, Yasin học tại Đại học York ở Toronto. Cô có hai chuyên ngành Phát triển Quốc tế và Nghiên cứu Châu Phi, tốt nghiệp Cử nhân Nghệ thuật năm 2007  Cô hiện đang làm việc để lấy bằng thạc sĩ giáo dục tại Viện Nghiên cứu Giáo dục Ontario của Đại học Toronto.

## Sự nghiệp
Về chuyên môn, Shadya là một giáo viên được chứng nhận.
Từ năm 2008, cô là điều phối viên mạng lưới cho Liên minh Thanh niên York, một tổ chức phi chính phủ có trụ sở tại Toronto. Trong khả năng này, Yasin quản lý 18 cơ quan dịch vụ thanh thiếu niên ở Weston-Mt. Khu vực Dennis. Cô cũng thuộc Hội đồng Cơ hội Thanh niên của Ontario Premier.

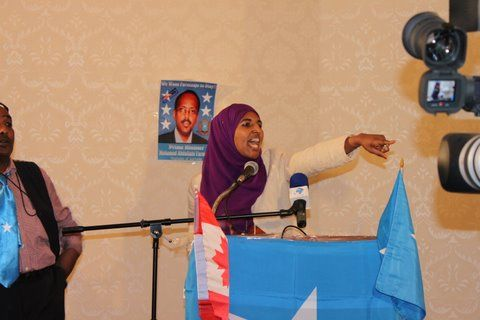
Shadya Yasin tiếp sức cho đám đông tại một cuộc biểu tình ủng hộ Farmajo ở Toronto (tháng 6 năm 2011).

Năm 2011, Yasin cùng với những người Canada gốc Somalia khác dẫn đầu các cuộc biểu tình ủng hộ Thủ tướng Somalia Mohamed Abdullahi Mohamed (Farmajo), người đã bị buộc phải từ chức vào tháng 6 về Hiệp định Kampala. Cô đồng thời giúp tổ chức một cuộc đi bộ thanh niên đến Ottawa để nâng cao nhận thức về hạn hán nghiêm trọng năm đó ở Somalia.
Ngoài ra, Yasin đã kết nối giới trẻ Toronto với các cộng đồng First Nations tại Moose Deer Point, nằm gần Sudbury. Trong khuôn khổ sáng kiến Công dân toàn cầu, cô đã đi cùng những thanh niên thành thị có nguy cơ đến Tanzania để khắc sâu tình nguyện của thanh niên. Vào tháng 12 năm 2012, Yasin cũng đã giúp lên kế hoạch cho buổi giới thiệu lễ hội West Won hàng năm ở Weston-Mount.
Bên cạnh việc giảng dạy và hoạt động, Yasin là một nhà thơ và nghệ sĩ ngôn từ được xuất bản, đã biểu diễn ở một số địa điểm. Là một phần trong các yêu cầu khóa học của cô trong chương trình CAP của Đại học York, cô đã đóng vai một Hawa Jibril trẻ tuổi trong Bridge of One Hair, một sản phẩm âm nhạc nguyên bản lấy cảm hứng từ câu thơ và cuộc đời của nhà thơ Somalia Jibril. Yasin cũng đã làm việc với nhiều dự án nghệ thuật nhắm vào trẻ em và thanh thiếu niên dưới sự bảo trợ của AGO.

## Giải thưởng

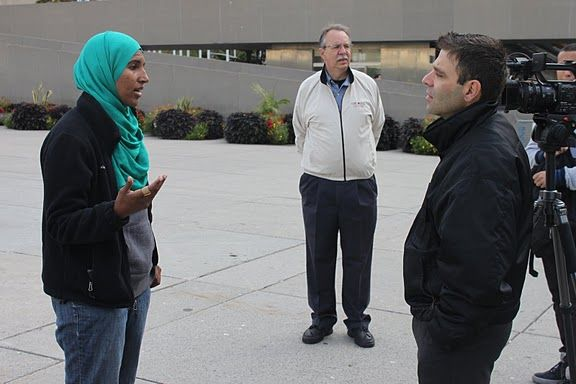
Yasin nói chuyện với giới truyền thông tại Quảng trường Nathan Phillips ở Toronto (2011).

Vào năm 2013, Ngôi sao Toronto đã gọi Yasin trong số những người hàng năm cần theo dõi để công nhận công việc xã hội rộng lớn của cô.